# Dagon (novell)
Dagon är en kort skräcknovell av H.P. Lovecraft.
Novellen skrevs i juli 1917 och publicerades i november 1919 i tidningen The Vagrant. I oktober 1923 blev den Lovecrafts första novell att bli publicerad i pulpmagasinet Weird tales.
Dagon översattes till svenska 1971 av Sam J. Lundwall. Den svenska översättningen har publicerats i Jules Verne-Magasinet (1971), Dagon (1992), Necronomicon (1995) och av Vertigo Förlag 2011 i samlingen Skräcknoveller.
En skräckfilm med titeln Dagon släpptes år 2001 och baseras mindre på novellen än vad den gör på Lovecrafts Skuggan över Innsmouth (1936).
Novellen utspelar sig efter att första världskriget inletts och huvudpersonens lastfartyg fallit offer för ett tyskt krigsfartyg. Huvudpersonen flyr i en liten båt och när denne vaknar, efter flera dygn på Stilla havet, ligger han i svart dy. När marken torkat, går han på den och ser en monolit med uthuggna tecken innan en gigantisk varelse slår sina gigantiska fjälliga armar om den. Huvudpersonen flyr tillbaka till sin båt, blir räddad och vaknar på ett sjukhus i San Francisco. Ingen känner till några geologiska omvälvningar i Stilla havet och en etnolog blir endast road av hans frågor om den den filisteiska legenden om fiskguden Dagon. Som slav under morfinet, dessutom, ämnar huvudpersonen kasta sig ut genom vindsfönstret. 